# Los Canarios (band)
Los Canarios was een Spaanse rockgroep, die opgericht is in 1964 en bestaan heeft tot rond 1974. Haar thuisbasis was Las Palmas de Gran Canaria. De muziekgroep was geformeerd rond zanger Teddy Bautista.
De band begon onder de naam "The Idols", maar nog voor het eerste album werd de naam gewijzigd in "The Canaries", dat paste mooi bij de titel van de eerste langspeelplaat Flying high with the canaries. Na de terugkeer van hun Amerikaanse tournee verscheen hun eerste single, met rock en soulinvloeden. De single The Incredible Miss Perryman bevatte muziek die gerelateerd was aan de film Peppermint frappé van Carlos Saura met Geraldine Chaplin. Voor de tweede single Get on your knees mochten The Canaries in Londen werken met muziekproducent Alan Milhaud.
De band bestaat dan uit:
- Teddy Bautista – zang, mondharmonica, slaggitaar
- Germán Perez – sologitaar
- Graham Bircumshaw – toetsinstrumenten
- Álvaro Yébenes – basgitaar
- Tato Luzardo – slagwerk
- Feliciano “Nano” Muñoz – trompet
- Alfredo Máiquez – trombone
- Vincente Máiquez – saxofoon.

Eind jaren 1960-1969 vinden er wat personeelswisselingen plaats. Felix Sierra verving Bircumshaw en Perdo Ruy-Blas verving Bautista tijdens zijn militaire dienst-tijd. Na diens terugkeer veranderde het geluid van de band. Ze gingen meer richting de Amerikaanse bands als Chicago en Blood, Sweat & Tears, een combinatie van rock en jazz. In 1973 besloot Bautista het roer om te gooien. Hij wilde een album maken binnen het genre progressieve rock. Sommige bandleden verlieten de groep en vormden Orquestra Alcatraz. De overstap naar progressieve rock betekende tevens het eind van de band.

## Discografie
Het merendeel van de albums is niet meer te koop. Er verscheen in 2011 wel een verzamelalbum van de band met hun hits. 

### Albums
- 1967: Flying high with The Canaries .
- 1968: Lo mejor del clan!
- 1972: Canarios Vivos
- 1974: Ciclos

### Singles
- 1967: The incredible miss Perryman-Peppermint Frappe / Keep on the right side
- 1967: Get on your kKnees / Trying so hard
- 1967: Three-two-one-ah / Pain
- 1968: Child / Requiem for a soul
- 1970: Free yourself / I wonder what freedom means
- 1971: Extra-extra / Reaching out
- 1971: Reacción / Señor estoy preparado
- 1972: Revival / Chaos